# Istocine, Krasnoperekopsk
Istocine (în ucraineană Істочне) este un sat în comuna Voiinka din raionul Krasnoperekopsk, Republica Autonomă Crimeea, Ucraina.

## Demografie
Componența lingvistică a localității Istocine
     Rusă (59,96%)
     Tătară crimeeană (19,63%)
     Ucraineană (18,96%)
     Alte limbi (0,58%)
Conform recensământului din 2001, majoritatea populației localității Istocine era vorbitoare de rusă (59,96%), existând în minoritate și vorbitori de tătară crimeeană (19,63%) și ucraineană (18,96%).